# Henri Muffang
Henri Muffang (1864-1944) est un linguiste, espérantiste, germaniste, traducteur et anthropologue français, disciple de Georges Vacher de Lapouge, traducteur d'Otto Ammon et auteur de plusieurs études anthropo-sociologiques.
Il fut notamment professeur agrégé à l'université d'Angers.
Membre du groupe espérantiste d'Angers, Henri Muffang traduisit en espéranto Poil de Carotte de Jules Renard (Karotharulo, 1907).
Il est le père du joueur d'échecs André Muffang, qui fut le premier maître international français.

## Publications sélectives
- Études d'anthropo-sociologie : écoliers et paysans de Saint-Brieuc, Paris : V. Giard et E. Brière, 1897.
- L'ordre social et ses bases naturelles : esquisse d'une anthroposociologie, par Otto Ammon, trad. avec l'autorisation de l'auteur, sur la 2de éd. allemande par H. Muffang, Paris : A. Fontemoing, 1900.
- Note sur des crânes angevins mérovingiens et du Moyen Âge, par H. Muffang et G. de Lapouge, Angers : impr. de Germain et G. Grassin, 1908.
- Langue internationale, point de vue national, Angers : H. Muffang, 1916.